# Festival international d'Édimbourg
Pour les articles homonymes, voir Festival d'Édimbourg.
Le festival international d'Édimbourg (Edinburgh International Festival ou EIF), est un festival artistique inauguré en 1947 qui a lieu chaque année en août à Édimbourg (Écosse) pendant trois semaines. C'est le plus ancien des festivals d'Édimbourg, et il est en quelque sorte considéré comme le festival « officiel ».
Plusieurs domaines artistiques sont représentés : pièces de théâtre, spectacles vivants, spectacles musicaux (de musique classique principalement), opéras, chorégraphies et expositions se succèdent. Il attire chaque année plusieurs centaines de milliers de spectateurs.

## Lieux
- Usher Hall (capacité 2 300 places)
- Festival Theatre (1 800)
- The Edinburgh Playhouse (2 900)
- Royal Lyceum Theatre (650)
- The Queen's Hall (920)
- The Hub (420)

## Directeurs
- 1947 - 1949 : Sir Rudolf Bing
- 1950 - 1955 : Sir Ian Bruce Hope Hunter
- 1956 - 1960 : Robert Noel Ponsonby
- 1961 - 1965 : George Henry Hubert Lascelles, 7e comte de Harewood
- 1966 - 1978 : Peter Diamand
- 1979 - 1983 : Sir John Richard Gray Drummond
- 1984 - 1991 : Frank Dunlop
- 1992 - 2006 : Sir Brian McMaster
- Depuis 2006 : Jonathan Mills